# سامي الصانع
سامي محمد الصانع لاعب كرة قدم كويتي، من مواليد 9 يناير 1993 يلعب مع نادي الكويت في الدوري الكويتي ومنتخب الكويت لكرة القدم.